# Ildefonso Guajardo Villarreal
Ildefonso Guajardo Villarreal (Monterrey, Nuevo León; 19 de abril de 1957) es un economista y político mexicano. Fue durante seis años el Secretario de Economía de México y líder del equipo mexicano para la negociación del T-MEC. 
Desde 2021 hasta 2024, se desempeñó como diputado federal plurinominal por el Partido Revolucionario Institucional.

## Biografía
Nació el 19 de abril de 1957 en el municipio de Monterrey, en el estado de Nuevo León, estudió la carrera de Licenciado en Economía en la Universidad Autónoma de Nuevo León. Cuenta también con una maestría en economía por la Universidad Estatal de Arizona y estudios doctorales en finanzas públicas y economía por la Universidad de Pensilvania.
Sus padres eran Reynaldo Guajardo Acosta y Francisca Villarreal Flores, ambos originarios de Lampazos de Naranjo.
En noviembre de 2015, fue condecorado con la Gran Cruz de la Orden de Isabel la Católica por parte del Gobierno de España. Ha sido integrante de la lista anual de los 300 líderes mexicanos más importantes en múltiples ediciones. En 2018 fue nombrado Señor Internacional por parte del gobierno de Estados Unidos y recibió las llaves de la ciudad de Laredo, Texas. Ha recibido múltiples reconocimientos entre los que destacan el Premio a la Excelencia de la Asociación Latinoamericana del Acero, el Reconocimiento de Ejemplar Universitario de la Universidad Autónoma de Guadalajara, reconocimiento al liderazgo por el US-México CEO Dialogue y reconocimientos a la trayectoria por el Consejo de Cámaras Industriales de Jalisco y la Asociación Mexicana de Distribuidores de Automotores.

## Carrera profesional

### Economista
Es integrante del Colegio Nacional de Economistas; actualmente, presidente de Ansley Consultores Internacionales. Ha impartido múltiples conferencias en foros nacionales e internacionales.
En los años noventa trabajó en el Fondo Monetario Internacional donde se desempeñó como economista en jefe de la sección para Brasil y economista asociado en el departamento de asuntos fiscales.
Se ha desempeñado como profesor adjunto de la Escuela de Negocios Wharton de la Universidad de Pensilvania, investigador y profesor invitado de la Universidad Estatal de Arizona y catedrático de tiempo completo de la Universidad Autónoma de Nuevo León impartiendo las materias de microeconomía y macroeconomía.

### Servidor público
A nivel federal ha trabajado en cinco secretarías de estado:, programación y presupuesto, comercio y fomento industrial, relaciones exteriores, turismo y economía.
En los años ochenta fue director de finanzas públicas y de política macroeconómica de la Secretaría de Programación y Presupuesto. Posteriormente fue director de la oficina para asuntos del recién firmado TLCAN de la Secretaría de Comercio y Fomento Industrial en la Embajada de México en Washington D. C., misma secretaría donde se desempeñó como secretario técnico de planeación, comunicación y enlace.
También ha fungido como oficial mayor de la Secretaría de Relaciones Exteriores y subsecretario de desarrollo turístico de la Secretaría de Turismo.
En su natal Nuevo León trabajó como coordinador de planeación y rediseño de gobierno durante la transición gubernamental del 2003 y posteriormente durante la administración de Natividad González Parás, fue jefe de la oficina del gobernador de Nuevo León.

## Legislador

### Diputado local
En las elecciones estatales de 2006 fue  candidato de la Alianza por México conformada por el Partido Revolucionario Institucional y el Partido Verde Ecologista de México. Resultó elegido diputado local por el primer distrito electoral con el 43.74% de los votos emitidos, una diferencia de más de 10 puntos sobre el segundo lugar. Durante dicha legislatura fue coordinador del grupo parlamentario del Partido Revolucionario Institucional.

### Diputado federal

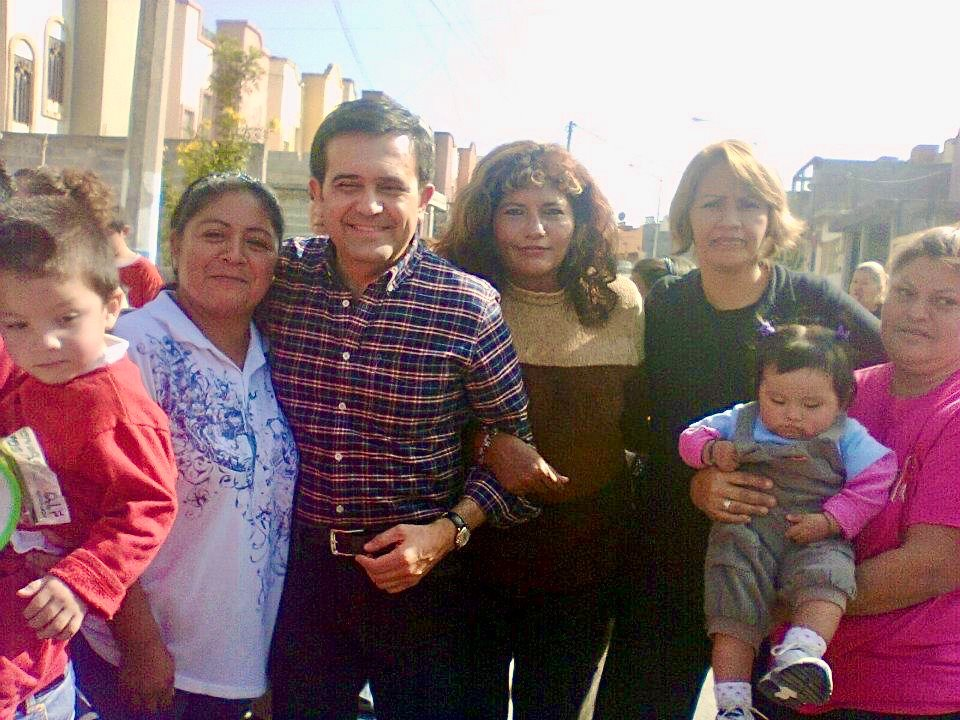
El Diputado Ildefonso Guajardo en una visita a su distrito electoral en Apodaca, Nuevo León

Ha sido en dos ocasiones diputado federal por Nuevo León.
La primera del 2000 al 2003 durante la LVIII Legislatura donde fungió como secretario de la comisión de comercio y fomento industrial, e integrante de las comisiones especial de la agroindustria azucarera, y de presupuesto y cuenta pública. En esta legislatura fue promotor de la ley de apoyo a las micro, pequeñas y medianas empresas que habilitó presupuestos de gobierno e incentivos para fomentar el emprendimiento.
La segunda ocasión representando al segundo distrito federal con cabecera en Apodaca de 2009 a 2012. Fue elegido en las elecciones federales de 2009 en las que participó como candidato del Partido Revolucionario Institucional y obtuvo el 51.24% de los votos emitidos y una ventaja de casi veinte puntos sobre el segundo lugar. Durante la LXI Legislatura fungió como presidente de la comisión de economía e integrante de la comisión de hacienda y crédito público, así como presidente del grupo de amistad México - Estados Unidos.
Durante este segundo periodo legislativo promovió la primera reforma a la Ley Federal de Competencia Económica para darle fuerza coercitiva a la Comisión Federal de Competencia ante las concentraciones de mercado como los monopolios.

## Secretario de Economía

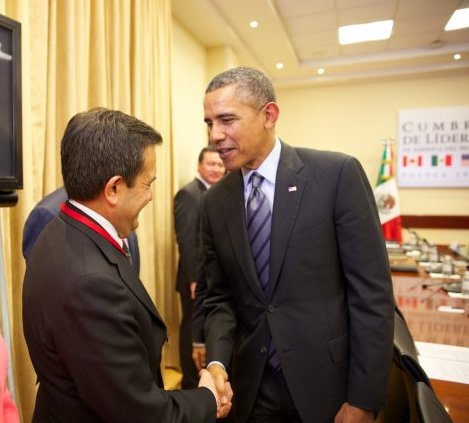
El Secretario Ildefonso Guajardo con el Expresidente de los Estados Unidos, Barack Obama

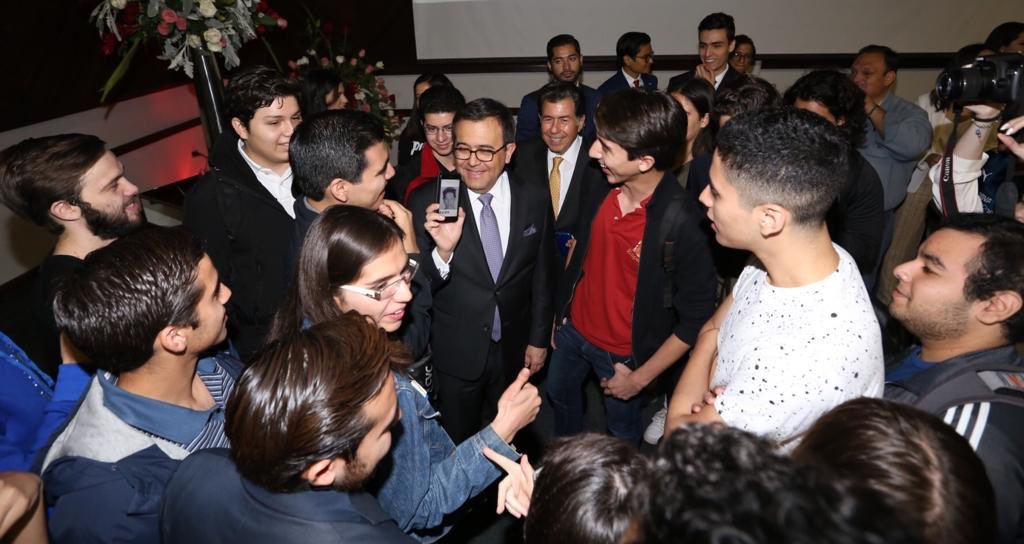
Ildefonso Guajardo con jóvenes durante su participación en el Simposium Internacional de Economía del Tecnológico de Monterrey

Durante la transición gubernamental de 2012 fue vicecoordinador de política económica. El 1 de diciembre de 2012 tomó posesión como Secretario de Economía de la administración del presidente Enrique Peña Nieto, cargo que desempeñó hasta el 30 de noviembre de 2018.
En su gestión como secretario se llevó a cabo la reforma de competencia económica que otorgó al gobierno las facultades y las herramientas para garantizar una mayor competencia en los distintos mercados y creó la Comisión Federal de Competencia Económica como un órgano constitucional autónomo. De igual manera, se promulgó la ley general de mejora regulatoria para que los trámites y servicios de los tres órdenes de gobierno sean sencillos y de fácil cumplimiento, así como una reforma a la ley de propiedad intelectual para proteger nuevas figuras de propiedad industrial, y a la ley federal de protección al consumidor para eliminar prácticas desleales y abusivas contra la libre y justa competencia.
Según el Índice de competitividad global, en su administración ministerial mejoró el ranking de México al pasar del lugar 58 al 46, el mejor lugar que ha obtenido el país desde el inicio del índice. También se creó el Instituto Nacional del Emprendedor, órgano dependiente de su secretaría, que durante su gestión incubó más de 100 mil proyectos productivos y otorgó cuatro millones novecientos mil créditos. Logró la consolidación del sector automotor colocando a México como séptimo país productor y tercer exportador de vehículos a nivel mundial, así como un crecimiento en la industria aeroespacial que posicionó al país como el sexto proveedor de partes aeronáuticas a Estados Unidos. El Instituto Mexicano de la Propiedad Industrial se posicionó en el lugar once en el mundo en entrega de patentes.
En inversión extranjera directa, en su periodo se alcanzó el monto máximo histórico en el rubro, recibiendo cerca de 200 mil millones de dólares, siendo el segundo receptor de inversión extranjera en América Latina y el número doce a nivel mundial. El país también se colocó como el cuarto país con el mayor incremento del valor de su comercio exterior de mercancías en el mundo y el sexto con mayor aumento del valor de sus exportaciones de mercancías, logrando el máximo histórico de 409 mil millones de dólares. De igual manera en sexenio ministerial se generaron 3.7 millones de empleos formales, la cifra máxima en cualquier administración del gobierno mexicano. Durante el último año como secretario, logró que México participara como país socio en la Feria de Hannover, la feria industrial más importante del mundo, convirtiéndose en el primer país de América Latina en ser distinguido con ese título.
Como responsable del comercio exterior dirigió múltiples negociaciones comerciales como la transformación del TLCAN al T-MEC, la creación del Acuerdo Transpacífico de Cooperación Económica, la modernización de los tratados de libre comercio con la Unión Europea y Uruguay, así como la entrada en vigor de los acuerdos comerciales con Centroamérica y Panamá. También llevó a cabo la integración de México al Mercado Integrado Latinoamericano.

### Tratado de Libre Comercio

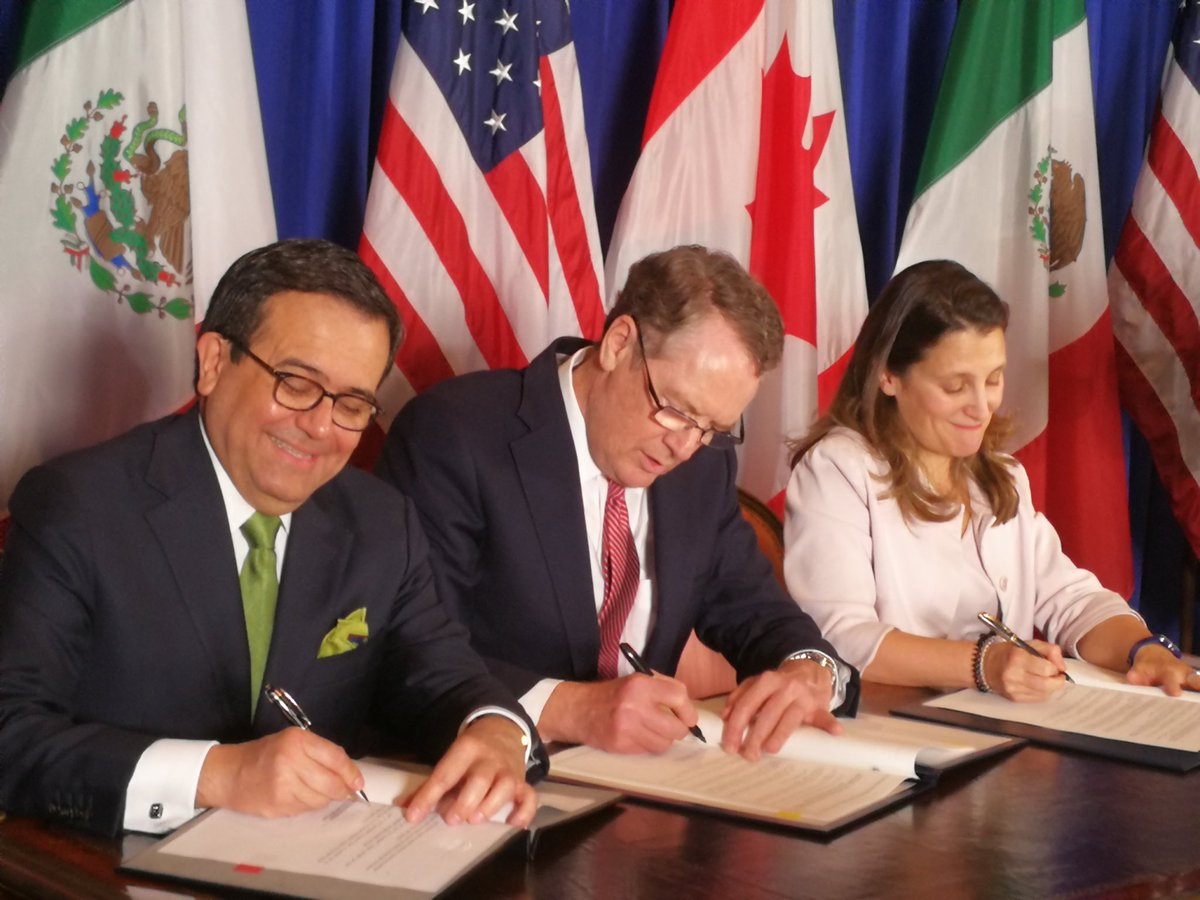
El Secretario Ildefonso Guajardo firmando el nuevo T-MEC junto con la ministra Chrystia Freeland de Canadá y representante Comercial Robert Lighthizer de Estados Unidos

Después de las elecciones presidenciales de Estados Unidos de 2016 con el triunfo de Donald Trump y su ascenso como Presidente de los Estados Unidos, el Tratado de Libre Comercio de América del Norte debía ser renegociado por petición del mandatario norteamericano.
Fue nombrado líder del equipo negociador mexicano. Las reuniones iniciaron oficialmente el 18 de mayo de 2017. Quince meses después México y Estados Unidos logran un preacuerdo al que se suma Canadá en septiembre de 2018.
El 30 de noviembre de 2018, en el marco de la Cumbre del G-20 en Buenos Aires, los presidentes de los tres países de América del Norte firmaron el nuevo Tratado entre México, Estados Unidos y Canadá (T-MEC).
El tratado incluye acuerdos en los sectores textil, aeroespacial, farmacéutica, automotriz, de tecnologías de la información y la comunicación, comercio electrónico, telecomunicaciones y servicios financieros. De igual modo cuenta con capítulos relativos a pequeñas y medianas empresas, medio ambiente, anticorrupción y protección de los derechos de los trabajadores.

## Presuntos actos de corrupción
El 9 de julio de 2021, la Fiscalía General de la República confirmó que obtuvo la vinculación a proceso por su probable responsabilidad en el delito de enriquecimiento ilícito, ya que durante los años 2014 a 2018, Guajardo probablemente obtuvo un incremento injustificado en su patrimonio, del que no pudo acreditar su legal origen. El exfuncionario acusó una persecución política a su persona.

## Condecoraciones
- Caballero de la gran cruz de la Real Orden de Isabel la Católica.
- Caballero de la Orden de Dannebrog.
- Caballero de la Orden del Imperio Británico.